# Harigane Service
Harigane Service (jap. ハリガネサービス Harigane Sābisu) – shōnen-manga autorstwa Tatsuyi Ary, publikowana na łamach magazynu „Shūkan Shōnen Champion” wydawnictwa Akita Shoten od 29 maja 2014 do 11 października 2018.
Następnie seria doczekała się kontynuacji zatytułowanej Harigane Service ACE (jap. ハリガネサービスACE Harigane Sābisu ACE), której publikacja rozpoczęła się 8 listopada 2018 na łamach tego samego magazynu.
6 sierpnia 2021 na łamach „Gekkan Shōnen Champion” rozpoczęła się publikacja spin-offu serii pod tytułem Harigane Service Gaiden: Hydra Break (jap. ハリガネサービス外伝ヒュドラブレイク Harigane Sābisu Gaiden: Hyudora Bureiku).

## Fabuła
Drużyna siatkarska Kanny Shimodairy w ostatnim roku nauki w gimnazjum Meiwa przegrywa w preeliminacjach 25-23. Kanna po zakończeniu nauki w tutejszym gimnazjum dostaje się do liceum Toyose w Tokio i dołącza do klubu siatkówki. Ma on nadzieję na regularne występy w meczach siatkówki, mimo iż nie potrafi dobrze przyjmować, wystawiać i atakować. Dołączając do klubu, Kanna zauważa, że jego koledzy z nowej drużyny stanowią silny zespół. W tym samym czasie do drużyny dołączają trzej reprezentanci regionu tokijskiego: atakujący Jōji Mashira, rozgrywający Ibuki Matsukata, oraz libero Susumu Kaneda.
Kanna zostaje zaproszony na mecz treningowy 2 na 2, podczas którego okazuje się, że nie rusza nogami i ramionami, ponieważ chce utrzymać piłkę w tym samym miejscu, co zdziwiło nowych kolegów z drużyny. Susumu Kaneda twierdzi, że musi wywoływaćprzy poważnym odbiorze zagrywki Shimodairy, który przy nim celowo ustawia siatkę. Ponadto może rozegrać i wycelować w niego. Jōji i Ibuki nie ukrywają zdziwienia i pytają się Shimodairy, dlaczego tak robi. Ten odpowiada, że nigdy nie uczęszczał regularnie do klubuklubie siatkówki, ponieważ doznał kontuzji pięty achillesowej w lutym, gdy chodził do drugiej klasy gimnazjum Meiwa przed ostatnią rundą preeliminacji. Shimodaira nie chce jednak zrezygnować z gry w siatkówkę, ponieważ codziennie ćwiczy zagrywkę. W dniu turnieju gra jako zagrywający i dodatkowo wspomina, że ma doskonałą kontrolę zagrywania ze 100-procentową skutecznością. Jest zdecydowany dołączyć do klubu jednocześnie prosząc o to dyrektora liceum, aby przyjechał do Yamase obserwować mecz jego drużyny.
W ten sposób zaczyna się życie Shimodairy, Mashiry, Matsukaty i Kanedy w klubie siatkówki liceum Toyose. Za swój cel postawili pokonanie składu z akademii Yutendō na zawodach krajowych w siatkówce, ale starsi koledzy z drużyny łatwo nie zrezygnują ze stałych bywalców i są zdolni rozrzucać iskry ze sobą w meczu 2 na 2. Tymczasem umiejętności czterech nowych, jak i starszych zawodników są stopniowo ujawniane, a klub siatkówki liceum Toyose rozpoczyna nowy początek.

## Bohaterowie

### Liceum Toyose
Placówka oświatowa położona w stolicy Japonii, Tokio. Chociaż zdolność drużyny nie była tak wysoka, do czasu kiedy została zmocniona przez Saburō Yamagatę, doskonałego trenera, który prowadził wiele anonimowych liceów w Japonii. Wśród nich wybrał liceum Toyose po obejrzeniu ich dobrej bitwy.
- Kanna Shimodaira (jap. 下平 鉋 Shimodaira Kanna; numer 11) – główny bohater serii, środkowy blokujący w klubie siatkówki liceum Toyose. Uczciwa i skromna osobowość. Słynie z zagrywek. W drugiej klasie gimnazjum doznaje kontuzji pięty achillesowej. Z powodu urazu nie może skakać, mimo iż wyszedł z kontuzji, więc trenuje zagrywkę. W trzeciej klasie, podczas turnieju finałowego wykonuje 15 asów serwisowych z rzędu. Po porażce, Kanna zastaje Saburō Yamagatę - trenera klubu siatkówki liceum Toyose, który obserwował jego mecz i następnie zaprasza Shimodairę do jego drużyny. Shimodaira jednak odbija się od czasu do czasu w pamięci, rozwijając przy tym zespół stresu pourazowego, w efekcie czego nie może skakać. Jego stawy są twarde, dzięki czemu podczas zagrywki wydobywany był charakterystyczny dźwięk dzioba. Ponadto ma bardzo szeroki wzrok peryferyjny, który ma zdolność do zapamiętywania i zrozumienia momentu z drugiej strony. Później może pokonać traumę i być zdolnym do skakania, ale tym razem chce zdetonować swój obraz naprawiony drutem, pokonując złość na atak chmur, a nieobrotowa zagrywka zostanie utracona na jakiś czas. Jego entuzjazm do siatkówki jest bardzo duży (szczególnie do zagrywania), prawdopodobnie z powodu jego doświadczenia, mimo że nie jest w stanie grać w sposób zadowalający, będąc wielkim miłośnikiem siatkówki. Jest to także strona bliskiego szaleństwa, takiego jak przyjmowanie przeciwnika jako ławki eksperymentalnej lub przyjmowanie strategii, którą jego koledzy z drużyny zwracają się w stronę drugiego.
- Jōji Mashira (jap. 間白 譲治 Mashira Jōji; numer 10) – atakujący skrzydłowy w klubie siatkówki liceum Toyose. Charakteryzuje się dużą siłą pędu, przyspieszeniem wyskoków oraz ostrymi atakami, które nie nadążają za blokującymi przeciwnikami. Zdaje sobie sprawę z braku górnej części pleców, lecz mimo to radzi sobie z atakami, takimi jak kiwki. Nie jest dobry w odbieraniu zagrywek, a także nie przynosi pudełek z bentō, ponieważ nie chce obciążać matki w późnych godzinach nocnych.
- Ibuki Matsukata (jap. 松方 一颯 Matsukata Ibuki; numer 9) – rozgrywający w klubie siatkówki liceum Toyose. Charakteryzuje się delikatnym rozstawieniem. Na co dzień zrelaksowany i spokojny. Interesuje się regularnym zbieraniem danych, które wykorzystuje w praktyce podczas gry na boisku.
- Susumu Kaneda (jap. 金田 進 Kaneda Susumu; numer 8) – libero w klubie siatkówki liceum Toyose. Nie wykazuje zainteresowania poza odbiorem piłek po zagrywce, ale ma poczucie dumy i naturalnego poczucia, że nie ma sobie równych pod względem odbioru, a także doskonałą kontrolę piłki. Na pierwszy rzut oka skupia się na samolubnej idei, że byłoby lepiej, gdyby mógł złapać piłkę, a nie zespół i jest to część, o której zwykle nie wie, lecz pod wpływem swoich przyjaciół jest bardziej świadomy współpracy w zespole.
- Ayumu Igarashi (jap. 五十嵐 歩 Igarashi Ayumu; numer 3) – atakujący skrzydłowy w klubie siatkówki liceum Toyose. Lubi surową, codzienną dyscyplinę treningu mięśni ze stoickim charakterem. Używa potężnej zagrywki i ataku. Nienawidzi przeprowadzać ataku kiwki.
- Hiroki Nonohara (jap. 野々原 大樹 Nonohara Hiroki; numer 1) – kapitan i zarazem atakujący skrzydłowy klubu siatkówki liceum Toyose. Cechuje się fizycznie niezwykłą siłą skoku, a z drugiej strony chętny do pochłonięcia wyższej władzy innych bez rozróżnienia między starszymi a młodszymi kolegami. W razie, gdy jego prawa ręka jest ranna, próbuje serwować i atakować lewą ręką, a także uchwycić to, co czuje w trakcie meczu.
- Kōichi Yamori (jap. 家守 浩一 Yamori Kōichi; numer 2) – rozgrywający w klubie siatkówki liceum Toyose. Posiada trądzik, przez co ma słabą reputację wśród dziewcząt. Lubi siatkówkę niczym gonienie błotnistej piłki niezależnie od tego, kim jest. Jest leworęczny i dobrze radzi sobie z dwoma typami ataku.
- Shun Nekota (jap. 猫田 瞬 Nekota Shun; numer 6) – libero w klubie siatkówki liceum Toyose. Ceni współpracę w zespole. Ma kompleks na punkcie dziecinnej twarzy, przez co rówieśnicy nazywają go „słodkim”. Mocno przywiązany do siatkówki i pozycji libero.
- Haruka Kuba (jap. 久場 遥 Kuba Haruka; numer 7) – środkowy blokujący w klubie siatkówki liceum Toyose. Stanowi kamień węgielny w bloku wspólnie z Kōhei Takashiro.
- Isami Ōfuna (jap. 大船 勇 Ōfuna Isami; numer 4) – atakujący skrzydłowy w klubie siatkówki liceum Toyose. Ma podobne zdolności co Ayumu Igarashi i chociaż posiadając ścisłe relacje między górą a dołem, stanowi silną i namiętną część zajęć klubowych.
- Kōhei Takashiro (jap. 高代 航平 Takashiro Kōhei; numer 5) – środkowy blokujący w klubie siatkówki liceum Toyose. Stanowi kamień węgielny w bloku wspólnie z Haruką Kubą.
- Minami Yurigusa (jap. 百合草 南 Yurigusa Minami) – menadżerka klubu siatkówki liceum Toyose. Stanowi starszą, siostrzaną skórę drużyny, która niczego nie podnosi, inni członkowie także podnoszą głowę oraz nazywa ich "lilią".
- Kei Hashiba (jap. 羽柴 恵 Hashiba Kei) – druga menadżerka klubu siatkówki liceum Toyose. Ładna, ale tępa. Z powodu głupoty i niezdarności, próbowała dostać się do każdego klubu. Została zaproszona na mecz treningowy z powodu pomieszania przez menedżera drużyny jako przeciwnika treningowego. Jest słaba i często z jej oczu wychodzą łzy, ale agresywnie rzuca wyzwanie na różne sposoby.
- Yukie Shigasawa (jap. 鴫澤 雪江 Shigasawa Yukie) – nienawidzi wycieczek szkolnych, ale gdy chodziła do gimnazjum, była asem drużyny z prefektury Kumamoto. Biegnie sam na sam z jednym mężczyzną, co powoduje, że siatkówka kończy się w szkole średniej i regularnie milczy. Później jednak zaprzyjaźnia się z Kei Hashibą. Fascynuje ją zagrywka Kanny Shimodairy. Zgłasza się na ochotnika do kierownictwa klubu siatkówki liceum Toyose. Niedługo potem zostaje uderzona przez Saburō Yamagatę (trenera drużyny), a potem zamierzała przejąć jego stanowisko.
- Saburō Yamagata (jap. 山縣 三郎 Yamagata Saburō) – nauczyciel wychowania fizycznego i zarazem doradca klubu siatkówki liceum Toyose. Jest mistrzem walki o "100 bitew", w której poprowadził nieznane licea na zawody krajowe, nie robiąc w ogóle zwiadów, a wielu zakochało się w nim. Ma doskonałe umiejętności trenerskie, ale sama go nie rozwiązuje, daje wyzwanie przeciwnikowi i samodzielnie je rozwiązuje, za to za sprawą techniki ulepszania umiejętności. Ma niezwykłe zdolności sportowe, biegnie po górskiej ścieżce, ale bije ranną studentkę i kilkakrotnie był oszołomiony przez uczniów.

### Liceum Tōjō
Prywatne liceum położone na rogu Tokio. Z ręki trenera Yoshitsugu Furukawy zbierali się tak zwani ,,trudni w użyciu" gracze z jednym lub dwoma statkami, dzięki temu nadali motto: "siatkówka cyrkowa niekonwencjonalnych graczy". Początkowo istniało jako oddzielny klub siatkówki, ale przytłoczone było współpracą z innym klubem siatkówki. Przez zgromadzenie jednak różnych członków klubowych z obrzeży Tokio, udało się stworzyć klub siatkówki.
- Douzan Kujirakawa (jap. 鯨川 堂山 Kujirakawa Douzan) – kapitan i zarazem atakujący skrzydłowy klubu siatkówki liceum Tōjō. Posiada błogosławioną sylwetkę i wyjątkową moc przebicia się przez blok przeciwnika, ale z powodu trudności z szybkością, głos zwiadowcy z innych szkół nie był łatwo słyszalny jak w gimnazjum.
- Gun Mikawa (jap. 三河 群 Mikawa Gun) – libero w klubie siatkówki liceum Tōjō. Zasadniczo jest dobrze wyszkolony, wesoły i nieustraszony. Mimo że został rozpoznany jako szpieg z błogosławionej budowy ciała i wybitnych zdolności sportowych, wstąpił do liceum Tōjō w odpowiedzi trenera Yoshitsugu Furukawy i został pierwszym libero drużyny, ponieważ otrzymał znacznie silniejsze zobowiązanie do otrzymania. Chce zostać najlepszym libero na świecie.
- Madoka Kuramitsu (jap. 倉光 円 Kuramitsu Madoka) – rozgrywający w klubie siatkówki liceum Tōjō. Przysięga na kłamstwo przedstawiciela stolicy i śmieje się, ale pomimo bycia rozgrywającym, nie pasuje do rytmu agresji innych. Samolub. Jeśli utracił pewność siebie, narażony był na kruchość, która natychmiast łamie warunek.
- Yoshitsugu Furukawa (jap. 古川 禎丞 Furukawa Yoshitsugu) – trener klubu siatkówki liceum Tōjō. Nienawidzi edukacji menedżerskiej, choć jest osobą utalentowaną. To on stworzył motto drużyny.

### Akademia Ryūsen
Klub siatkarski nie był nazywany w tej szkole, ale stał się czarnym koniem z ręki smoka deszczu, który służył jako turecki przedstawiciel olimpijski.
- Yūya Oboro (jap. 朧 幽或 Oboro Yūya) – z charakteru jest milczącym człowiekiem. W czasie swojej nauki w gimnazjum członek wyboru miasta. Ma zdolność obliczania w głowie trajektorii piłki, dzięki czemu jest potężnym wrogiem przed drużyną z liceum Toyose. Dzieci w domu były narażone na wykorzystywanie dzieci przez matkę, która upijała się, ale kiedy tak się dzieje, jeśli technika przyjmowania rzuconych wyrobów drewnianych została do tej pory ulepszona, to jak na ironię, została wykorzystana w siatkówce. Jej potężna zdolność była pozbawiona hamulców, która potem została stłumiona przez zablokowanie widoku długim hukiem, aby zmniejszyć obciążenie mózgu. W końcowej fazie zawiązała grzywkę z dala od serca i chce walczyć z całej swojej siły i usunąć ograniczenia swoich zdolności.
- Uryū Minami (jap. 雨竜 南 Minami Uryū) – trener klubu siatkówki akademii Ryūsen. Uczeń Saburō Yamagaty. Ma doświadczenie jako trener reprezentacji Turcji na igrzyskach olimpijskich. Należeli do niej zawodnicy, którzy grali w innych drużynach i mieli elastyczny sposób myślenia ze stosowaniem technologii z różnych rodzajów zawodów sportowych i nie wpadali w rozsądek. Ma doskonałe umiejętności trenerskie mówienia, które sprawiają, że uczniowie mają ochotę dumnie imponować.

### Liceum techniczne Wangoba
Jedna z mocnych drużyn w serii. Motto drużyny brzmi "Siatkówka, która przytłacza przeciwnika wysokością siłą skupioną na chmurach".
- Akira Uruwashi (jap. 雲類鷲 叡 Uruwashi Akira) – posiada błogosławioną sylwetkę i doskonałe zdolności sportowe. Pełnoprawny człowiek z niebezpiecznymi częściami, takimi jak skręcanie partnera.
- Shiki Kamiya (jap. 上屋 敷 Kamiya Shiki) – początkowo mieszkał ze swoimi rodzicami, jednak popadli w długi i nawiedził głód, więc zostali zabezpieczeni przez policję, gdzie potem jego rodzice skaczą przez rodzinę chmur. W tym czasie ukrywał swoich rodziców, ale ze względu na jego niewierną przemoc ze strony jego godnego i odwetowego ojca, postanowił służyć rodzinie chmur na miarę wilka. Potem przeniósł się do prywatnego gimnazjum, gdzie próbował pomóc Bunbu, który był odizolowany z powodu różnicy w zdolnościach z innymi, i stać się osobą odpowiednią do wszystkich celów.
- Harukichi Ōmuta (jap. 大牟田 春吉 Ōmuta Harukichi) – trener klubu siatkówki liceum technicznego Wangoba. W czasach jego kariery sportowej był rozgrywającym reprezentacji Japonii i złotym medalistą. Ma przekonanie, że „absolutny” as jest niezbędny zespołowi, dlatego centrum zespołu zajmuje się lekkomyślnymi chmurami nad frustracjami innych członków.

### Akademia Yutendō
18-krotny mistrz Tokio w siatkówce. Ma pięciu głównych graczy w ciągu roku i mówi się, że jest złotym wiekiem.
- Suguru Jabami (jap. 蛇喰 傑 Jabami Suguru) – as klubu siatkówki akademii Yutendō.
- Ōgi Hazakawa (jap. 羽座川 扇 Hazakawa Ōgi) – libero klubu siatkówki akademii Yutendō. Bliski przyjaciel, który kiedyś zaprosił Shimodairę do klubu siatkówki. Kiedyś był wesoły z talentem, ale teraz ma bardzo osobisty charakter i nie wie również o Shimodairze. Ma niezwykłą zdolność reagowania na podążanie za nierotacyjną zagrywką, która przyciąga jej anomalną orbitę. W rzeczywistości po zerwaniu przyjaźni z Shimodairą miał wypadek, w efekcie czego stracił pamięć. W czasie doświadczenia bliskiej śmierci wspomniał, że odczuwał wrażenie, że „czas płynie powoli, a ludzki zmysł upada”. Swoją pamięć odzyskał w trakcie meczu i pokazał swój tradycyjny talent, jednak u niego nieprawidłowość mózgu nie została całkowicie rozwiązana, ale został zabrany do szpitala po meczu poprzez spalenie wszystkich cukrów, tłuszczów, a nawet mięśni całego ciała.

## Geneza
Autor mangi, Tatsuya Ara, w czasach szkolnych należał do klubu siatkarskiego. Wykorzystując doświadczenia ze swojego życia, postanowił narysować one-shot, który zatytułował Pinch Server (jap. ピンチサーバー Pinchi Sābā). Następnie w grudniu 2012 zwyciężył w plebiscycie Monthly Fresh Award i potem został opublikowany 14 marca 2013 w magazynie „Shūkan Shōnen Champion” (numer 15/2013), pod tytułem PINCH SERVER. Dzięki temu Tatsuya Ara zadebiutował jako mangaka, który niedługo później postanowił rozwinąć one-shot do formy mangi serializowanej na łamach magazynu, tym razem zatytułowanej Harigane Service.

## Publikacja serii

### Harigane Service
Pierwszy rozdział mangi został opublikowany 29 maja 2014 w numerze 26/2014 magazynu „Shūkan Shōnen Champion”, zaś ostatni – 11 października 2018 (numer 46/2018). Razem opublikowano 212 rozdziałów, które potem zostały skompilowane w 24 tankōbonach. Pierwszy z nich ukazał się w sprzedaży 8 września 2014, zaś ostatni – 8 stycznia 2019.

### Harigane Service ACE
8 listopada 2018 w magazynie „Shūkan Shōnen Champion” ukazał się pierwszy rozdział kontynuacji serii zatytułowanej Harigane Service ACE, natomiast pierwszy skompilowany tankōbon trafił do sprzedaży 8 kwietnia 2019. Według stanu na 8 sierpnia 2022, wydano 18 tomów.
10 lutego 2020 poinformowano, że seria przeszła w stan zawieszenia ze względu na kontuzję ręki autora. Wznowienie publikacji na łamach „Shūkan Shōnen Champion” nastąpiło 16 kwietnia, wraz z wydaniem numeru 20/2020.

### Spin-off
6 sierpnia 2021 na łamach magazynu „Gekkan Shōnen Champion” ukazał się pierwszy rozdział spin-offu serii, pod tytułem Harigane Service Gaiden: Hydra Break (jap. ハリガネサービス外伝ヒュドラブレイク Harigane Sābisu Gaiden: Hyudora Bureiku), natomiast pierwszy tankōbon ukazał się w sprzedaży 7 stycznia 2022.

## Odbiór
W styczniu 2019 wszystkie tomy mangi osiągnęły sprzedaż na poziomie 1 600 000 egzemplarzy, zaś w numerze 20/2020 magazynu „Shūkan Shōnen Champion” (wydanym 16 kwietnia 2020) poinformowano, że liczba sprzedanych egzemplarzy wzrosła do 2 400 000. Znajdowała się również w zestawieniu 50 najczęściej kupowanych mang wg serwisu Oricon – trzykrotnie w 2016 roku i dwukrotnie w 2017 roku.
| Rok  | Okres         | Numer tomu | Liczba egzemplarzy | Pozycja | Źródło |
| ---- | ------------- | ---------- | ------------------ | ------- | ------ |
| 2016 | 7–13 marca    | 9          | 17 648             | 44.     | [ 16 ] |
| 2016 | 6–12 czerwca  | 10         | 16 138             | 48.     | [ 17 ] |
| 2016 | 8–14 sierpnia | 11         | 19 834             | 43.     | [ 18 ] |
| 2017 | 6–12 lutego   | 14         | 15 702             | 30.     | [ 19 ] |
| 2017 | 8–14 maja     | 15         | 15 783             | 27.     | [ 20 ] |

## Promocja serii
Seria Harigane Service była promowana dwukrotnie. 23 stycznia 2017 w serwisie YouTube pojawił się spot reklamowy promujący magazyn „Shūkan Shōnen Champion” w ramach akcji Idomi tsudzukero (jap. 挑み続けろ) motywującej uczennicę, gdzie nawet trening sprawia, że jest wyczerpana i sfrustrowana. Jednak myśli o wytrwałości Kanny Shimodairy i odnajduje ducha, by wstać i ćwiczyć dalej. W spocie wykorzystano rap o życiowych zmaganiach i wysiłku, jaki trzeba podjąć, aby sobie z nimi poradzić, natomiast kończy się słowami Owaranu kodokuna chōsen (jap. 終わらぬ孤独な挑戦; dosł. „Moja samotna walka nigdy się nie kończy”).
Natomiast w sierpniu 2019 magazyn „Shūkan Shōnen Champion” nawiązał współpracę z firmą Morinaga & Company, na mocy której powstały specjalne opakowania batonów proteinowych, na jednym z których pojawił się Kanna Shimodaira.